# Fakhro-Clan
Der Fakhro-Clan (arabisch فخرو) ist ein krimineller Clan aus dem Libanon, der seinen Ursprung in der türkischen Provinz Mardin hat. Der Clan ist in Schweden und Deutschland ansässig; er ist einer der größten kriminellen Clans in Schweden.
Wegen der Verbreitung des Namens unter Arabern und der Möglichkeit, bei der Migration von der Türkei in den Libanon einen neuen arabischen Namen zu wählen, lässt sich nicht automatisch auf eine Clanzugehörigkeit von Namensträgern schließen.

## Schweden
In Schweden ist der Clan am aktivsten in Malmö und Helsingborg, aber auch in Lund, Arlöv, Bjuv, Trelleborg, Borås und Göteborg. Die größte Aufmerksamkeit erhielt die Familie für einen lang anhaltenden Familienstreit zwischen zwei Fraktionen innerhalb des Clans, der in den Jahren 2006–2012 stattfand und mehrere Morde und fünf Prozesse nach sich zog. Laut dem Bericht der nationalen Einsatzabteilung der Polizei ist der Clan eines der prominentesten Familiennetzwerke in Malmö. Der Clan machte auch Schlagzeilen mit mehreren Betrugsfirmen und Betrügereien, bei denen es um Millionen ging. Allein in Malmö gab es 2007 rund 800 Personen, die zum Clan gehörten.

### Betrugsfirmen
Sechs Brüder aus dem Fakhro-Clan betrogen 2021 mehrere Unternehmen, Gemeinden und Privatpersonen um mehr als 1,2 Millionen Euro.

### Clanfehden
Ein langer und blutiger Konflikt innerhalb des Fakhro-Clans ereignete sich zwischen 2006 und 2012 in der Stadt Malmö, bei dem es zu mehreren Schießereien mit Verletzten kam. Es gab mehrere Kämpfe mit Messern und anderen Waffen und mehrere Attentatsversuche im Zusammenhang mit diesem Clan. Während dieser Zeit wurden mehrere Schusswaffen und Sprengstoff von der Polizei beschlagnahmt. 2010 wurden zwei Personen bei einem Drive-by-Shooting mit einer automatischen Waffe erschossen.
Am 26. September 2011 musste die Polizei erneut gegen Ausschreitungen in der Familie Fakhro eingreifen. Dabei schoss sie einem 33-Jährigen ins Bein. Sechs Personen wurden inhaftiert, unter anderem wegen schwerer Körperverletzung und Waffendelikten verdächtigt, mehrere der Festgenommenen hatten Pistolen und Messer.

### Drogenhandel
Mehrere Personen mit Verbindungen zum Fakhro-Clan wurden Mitte des Jahres 2020 festgenommen, weil sie 100 kg Cannabis geschmuggelt hatten, das mit Hilfe eines Lastwagens aus den Niederlanden geschmuggelt worden war. Der Fakhro-Clan hatte auch großen Einfluss auf den Drogen- und Waffenhandel in den Städten Malmö und Helsingborg.

## Deutschland
Im März 2021 wurde ein Mitglied der Familie Fakhro in die Türkei abgeschoben. Dieser war von Gericht wegen Diebstahl, Körperverletzung, Widerstand gegen Vollstreckungsbeamte und diverser Verkehrsdelikte verurteilt worden.